# Mondkopf
Mondkopf (né Paul Régimbeau en 1986 à Toulouse) est un musicien français de musique électronique. Il vit à Paris.

## Biographie

### Les débuts
Son premier album, Un été sur l'herbe, est enregistré en 2005-2006 pour le label toulousain Annexia Records. A la même période, un EP de quatre titres intitulé "Silent Barbecues", où figurent Mondkopf, Nil Hartman, Yubaba Smith & Fortune, Somaticae, et Xavier Thiry au mixage, est produit par Bratzala recordings (été 2006). Il comporte le titre "Sunday Afternoon on the Caribean Sea", un de ses premiers titres électro enregistrés. Cette première phase est aussi marquée par la création de remix dont un qui va compter dans ses débuts : le remix de Johnny Cash God’s Gonna Cut You Down sous-titré "Plus de sommeil". Il sort ensuite, en 2008, le maxi (Declaration of) Principles sur le label Fool House, puis Nuits sauvages sur le label de Vitalic, Citizen Records. Il intensifie son travail de remix tout en signant son second LP chez Asphalt Duchess : Galaxy of Nowhere, puis les maxis Libera me et Deaf House. Son troisième album, Rising Doom sort sur Fool House en mai 2011, juste après le CD 4 titres Day of anger en tirage limité (1000 ex.) inclus dans le zine The Excuse en mars 2011.
À ce moment de sa carrière, il s'est déjà produit et continue de se produire en live dans de nombreux festivals : Nuit Electro au Grand Palais, Astropolis et Strøm (Copenhague) en 2009, Transardentes et Solidays en 2010, The Great Escape (Brighton) en mai 2011, Festival des Vieilles Charrues en juillet 2011, La Route du Rock à Saint-Malo en août 2011, Pitchfork Music Festival en octobre 2011...
Ses remixes l’ont fait remarquer auprès de la presse spécialisée européenne (dans le numéro de mai 2011 de Tsugi) et de platinistes aussi différents qu’Agoria, Busy P, Boys Noize, Patrice Bäumel, Radio Slave, ou encore James Zabiela (qui a placé Bones Club dans son Essential Mix sur BBC1 et Libera me dans sa compilation pour le megaclub/label anglais Renaissance).
Au sujet de son pseudonyme, il a fourni les explications suivantes : "On me disait que j’avais toujours la tête dans la lune et que je n’étais pas concentré. Finalement j’ai trouvé ce nom en allemand, je trouvais que ça sonnait bien et je l’ai gardé." . A Mathieu Clervoy, pour la revue Chronicart, qui lui demande lors d'un entretien en 2009 : " [...] tu explores beaucoup l’imaginaire de l’enfance dans ta musique, c’est une période qui t’inspire ? On jurerait que ton moniker vient de là…", Mondkopf répond : "Mondkopf s’est créé au lycée. C’était un enfant à tête de lune, une référence aux enfants lunaires des contes mythologiques. Donc oui, c’est une période qui m’inspire."

### Depuis la création d'In Paradisum
En 2012, il crée avec le collectif visuel Trafik le live ambient "Eclipse" à la Cité de la musique à Paris, à l'occasion d'une soirée hommage à Brian Eno. Trafik participera également aux visuels de la tournée de Rising Doom.
Sur son propre label In Paradisum, qu'il lance,en 2011, avec Guillaume Heuguet, il sort les maxis Ease your pain et Ease your pain remixes. Il se produit régulièrement lors de soirées du label consacrées à la scène techno underground et ambient internationale.
En 2013, en parallèle de ses passages à Berlin (au Berghain, à la Boiler Room...), il collabore avec le label britannique Perc Trax le temps du maxi The Nicest Way.
En 2014, son quatrième album Hadès, sorti sur In Paradisum, marque un « nouveau départ », s’éloignant de la techno pour expérimenter des sonorités « du côté le plus gothique et doom de la scène industrielle » selon un chroniqueur de Tsugi. Comme il le dit lui-même, sa démarche s’inscrit dans une logique cathartique et rédemptrice, au sein d’un univers fortement empreint de mysticisme. Hadès a été décrit dansTélérama par ces mots : « un disque menaçant comme la nuée aux flancs noirs, aux vertus presque cathartiques, curatives, à écouter d'une traite, de l'ombre à la lumière ». 
En 2015, il compose la musique de Bridgend, un film sombre du réalisateur Danois Jeppe Rønde. La BO fait l'objet d'une production d'In Paradisum en 2016 avec la participation de Karsten Fundal.
Il continue de se produire en live à diverses occasions, dont l'une des plus remarquées fut une collaboration avec Charlemagne Palestine pour l'édition 2015 du festival Sonic Protest, à l'Eglise Saint-Merri (Paris), un duo reformé à cette occasion qu'il avait expérimenté en 2012, au Workshop InFine@Tercé dans la Carrière du Normandoux, près de Poitiers.

### Projets multiples et carrière solo
Dans la foulée de Hadès, en 2015, mais puisant dans ses sources metal, il enregistre, pour le label In Paradisum, un album intitulé simplement "I" ("1" en chiffres romains), comprenant 11 morceaux sans titres, sous le nom (anglais) d'Extreme Precautions, chroniqué par Jérôme Provençal dans Les Inrocks en ces termes : "De fait, les onze morceaux ici mitraillés ont été enregistrés en une semaine, sous l’influence revendiquée du grindcore – variante saignante du hardcore [...]. A l’arrivée, il s’agit pourtant bel et bien de techno mais d’une techno à l’état sauvage, faite tout entière de fracas et d’éclats, de bruits et de débris, le tout s’agglomérant en un bloc sonore d’une puissance impressionnante. Extrêmement recommandé.". Le nouveau projet solo donnera lieu à quelques concerts en live (parfois accompagné par Greg Buffier à la guitare), notamment au Katharsis Festival d'Amsterdam en 2017, à The outbreak Festival à Blois ou au Festival OFFF, à La Marbrerie de Montreuil, en 2018. Sa musique sera repérée, dès 2016, par le collectif japonais Vampilia (Groupe de Metal expérimental) qui l'invitera à former un nouveau groupe : The Violent Magic Orchestra (VMO) où ils se réunissent avec Pete Swanson, un artiste de la scène noise américaine. Ils enregistreront ensemble le LP Catastrophic Anonymous, sorti en 2016 chez Throatruiner Records. Une tournée au Japon suivra la même année plus une tournée européenne en 2019.
L'autre projet collectif, avec Oiseaux Tempête (fondé en 2012 par Frédéric D. Oberland et Stéphane Pigneul), le mobilise fortement, dès 2015, pour les concerts, les tournées, les compositions, les enregistrements puis la co-création, en 2018, du Label Nahal Recordings avec Frédéric D. Oberland. La collaboration se concrétise également par sa participation sous les noms de Mondkopf ou de Paul Régimbeau, à Foudre! (premier enregistrement avec cette formation : Amor Mundi en live, novembre 2015, réunissant Frédéric D. Oberland, Romain Barbot, Grégory Buffier, Paul Régimbeau, Christine Ott), ou encore par la création du projet Good Luck in death, avec Charbel Haber (musicien et poète Libanais rencontré durant les enregistrements avec Oiseaux Tempête).
Parmi ses collaborations avec d'autres artistes et amis, on compte également, de manière régulière, son travail avec Grégoire Orio et Grégoire Couvert, membres de As human pattern, réalisateurs de nombreuses vidéos pour lui, Oiseaux Tempête ou Foudre! diffusées en concert ou visibles sur You Tube et Viméo ; ou encore, en 2019-2020, ses compositions pour les films de Diana Vidrascu  : Silence des sirènes et Volcano: what does a lake dream ?
Sa carrière, en solo, continue avec la sortie en février 2016, sur In Paradisum, d'un EP de 6 titres intitulé The Last Tales, élaboré durant la tournée de Hadès. En 2017, ses enregistrements effectués en 2016, à la suite de l'attaque du Bataclan à Paris, sont rassemblés, pour In Paradisum, sous le titre They Fall but you don't. Il précise dans un entretien avec Jérôme Provençal). : "[...] j'ai allumé mes machines avec l'envie de jouer le plus naturellement possible,...", laissant une part, dans son travail musical, à l'improvisation, comme ce qu'il vit à ce moment-là en live avec ses participations à VMO, Autrenoir, Oiseaux tempêtes ou Foudre! 

### Développements en cours
Au milieu d'une production collective soutenue durant ces années 2015-2019, dont rend compte une émission podcast de La Mélodie du bonheur, il sort un nouvel LP, cette fois sur le label Hands in the Dark, en 2019 : How deep is our love ? Dans un entretien avec Arnaud Lemoine pour New Noise, il commente ses deux derniers disques en replaçant ses productions sous le signe de "[...] rythmiques plus organiques. Une recherche discrète mais toujours physique en jouant sur les formes d'ondes, les effets de phasage, la répétition". A l'occasion de son live à la Whitechapel Gallery, Londres, en juin 2019, et de la sortie du EP Time We Left This World Today, son éditeur anglais Split Music écrit : "Following on from Paul’s recent LP for Hands in the Dark, Mondkopf continues his exploration of meditative electronic compositions that convey intense emotional fields of contemplation. There is an epic scale and ambition to Mondkopf’s more recent “beatless” work; ambient they may be, but the abrasive noise and impact of his previous records (Hades, Extreme Precautions) maintains it’s influence."
Du côté de ses collaborations, participations et projets communs :
- son travail commun avec La Féline, débutée par un remix en 2009, continue pour des musiques ou arrangements de chansons et une collaboration, qui se développe par des concerts, des enregistrements et le projet Grive, en 2021[25] ( https://www.franceinter.fr/personnes/mondkopf ) ; sa collaboration permanente avec Oiseaux Tempête et Foudre! se prolonge dans plusieurs concerts et enregistrements ;

- le label In Paradisum compte 41 albums en 2021[26] ; et le label Nahal recordings amorce 2021 avec un LP remarqué : Future Sabbath, enregistré par Foudre! aux Instants Chavirés de Montreuil en 2019[19]).
- Enfin, durant l'été 2021, son morceau Last day on Earth (9. 38 min), extrait de l'album How deep is our love a été choisi par le DJ et producteur Valère pour faire partie de l'intervention sonore "Ascencio", dédiée "Aux héros inconnus morts pour la France" durant la Guerre de 1914-1918, diffusée dans l'espace du Panthéon, à Paris.

## Discographie

### Albums
2022 : Spring Stories (Miasmah Recordings, Berlin)

### Maxis
- 2008 : (Declaration of) Principles (Fool House)
- 2009 : Nuits sauvages (Citizen Records)
- 2009 : Libera me (Asphalt Duchess)
- 2010 : Deaf House (Asphalt Duchess)
- 2011 : Day Of Anger & The Excuse
- 2012 : Ease your pain (In Paradisum)
- 2012 : Ease your pain remixes" (In Paradisum)
- 2013 : The Nicest Way (Perc Trax)
- 2016 : The Last Tales (In Paradisum)
- 2018 avec La Féline : Comme un guerrier I et II (Gérard Manset), dans Royaume (Kwaidan Records)
- 2019 : Time We Left This World Today (Split Music)
- 2020 : The day he lost it (Opal Tapes)

### Tracks (contributions originales dans d'autres albums)
- 2009 : Chaos is Mine, dans Edges : a new french electronic generation (label Because Music, Diesel U Music)
- 2011 : avec dDamage, Ice Swann, dans Brother in Death (label Cock Rock Disco)
- 2015 : Need to Control, dans Combo Skin (label Broken Call Records)
- 2017 : The Runaway, dans Spheres, label Research (2), (label Split Music, Royaume Uni)
- 2017 : Deadbeat, dans Parallels & Influence, (label Leyla Records, Amsterdam)
- 2018 : Weird Eyes, dans Unwitch : the first session (label Leyla Records, Amsterdam)
- 2020 : Meditation in G (Yamaha Reface YC, Electric Guitar, Eurorack Modular System, Pedal Effects), dans The Eternal Return Arkestra (A-Sun Amissa et Gizeh Records founder Richard Knox)

### Albums sous d'autres aka ou en collaboration
- 2016, avec Violent Magic Orchestra : Catastrophic Anonymous (Throatruiner, Saint-Brieuc, France)
- 2016, avec Foudre! : Amor Mundi, enregistrement live
- 2017, avec Autrenoir (Greg Buffier) : Sans titre (Distant Voices, Toulouse, France), édition limitée.
- 2017, avec Oiseaux Tempête : Al-'An ! (Sub Rosa, Bruxelles)
- 2018, avec Oiseaux Tempête : Tarab, enregistrement live (Sub Rosa, Bruxelles)
- 2018, avec Foudre! : KAMI 神, enregistrement live de 2017 (Gizeh Records, Manchester)
- 2018, avec Good Luck in Death (Charbel Haber) : They Promised Us A Bright Future, We Were Content With An Obscure Past (Nahal, Paris)
- 2019, avec Oiseaux Tempête : From somewhere invisible (Sub Rosa, Bruxelles), poèmes de Mahmoud Darwish (01), Ghayath Almadhoun (03) and Yu Jian (06)
- 2021, avec Foudre! Future Sabbath (Nahal, Paris)
- 2021, avec Grive (La Féline) : Sans titre

### Musiques de films
- 2013 : Girls don't cry. Part II. Réal. Jérémie Seguin[28]
- 2015 : Papa lumière, film de Ada Loueilh, musique additionnelle
- 2016 : Bridgend, film du réalisateur Danois Jeppe Rønde
- 2017, avec Foudre! : Earth, B.O. enregistrement live, du film Earth, réalisateur Ho Tzu Nyen (Gizeh Records, Manchester)
- 2019 : Otage(s), documentaire de Michel Peyrard
- 2019 : Le Silence des sirènes, B.O. du court métrage de Diana Vidrascu
- 2019 : Volcano : What Does a Lake Dream ?, B.O. du court métrage de Diana Vidrascu
- 2020, avec Oiseaux Tempête : Tlamess (Sortilège), (Sub Rosa, Bruxelles), B.O. du film Tlamess, réalisateur Ala Eddine Slim, Tunisie-France, 2019

### Musique pour la radio
- 2021 : Game Lover, 3 épisodes, une fiction d'Annabelle Martella & Emilie Mendy, Arte Radio[29]

### Remixes
- 2006 : Johnny Cash - God’s Gonna Cut You Down
- 2008 : SH**Browne - DMD (Asphalt Duchess, ADV001) ; numéro# - Lâche Ton Style
- 2009 : Nil Hartman - Ma Disconica (Scion Audio-Visual) ; The Golden Filter - Solid Gold (Dummy Recods) ; Adam Kesher - Local Girl (From New York 2025) ; Digiki - Beat Vacation ; Pony Pony Run Run - Hey You ; La Féline - Three Graces [30]; Baby Monster – Ultra Violence Beethoven ; Wolf Gang – Pieces of You ; Villeneuve – Patterns, dans Death Race (Pias Recording) ; Jamie Lidell – Little Bit Of Feel Good ; Dance Area AA 247 ; Aufgang - Barok (nFiné) ; Yubaba - Die Frage ; The Teenagers - Love No
- 2010 : Caribou - Sun ; Golden Filter - Solid Gold (AWAL Digital Limited (Kobalt) ; Vélo (4) - Trading Alibis ; Pets - Rooftops ; CPI-Moonchild - By The Time (In Memoriam)
- 2011 : Mashed Paper Klub - Troy, dans Humans EP ; Black Devil Disco Club - In Doubt (Lo Recordings)
- 2012 : Morbid Angel, Illud Divinum Insanus - Radikult, dans The remixes (Season of Mist) ; Pinion - Grid, dans Engage, (Perc Trax) ; Man Without Country - Closet Addicts Anonymous (Cooperative Music) ; The Wip - Riot (Indie Dance/Nu Disco)
- 2013 : Grand National- By The Time ; Somaticae - Pointless (In Paradisum) ; Pinion – Grid (Mondkopf Litanie Remix), dans Remix Collection Vol.6 (Perc Trax)
- 2015 : Uncto - Schinder, dans Pain Remixes (Funanum Records) ; Angel de la Guardia - Blind, dans Street Blessing (Broken Call Records)
- 2017 : Chafik Chennouf - Ferroequinologie, dans Dual Aspect (Opal Tapes) ; Borealis - Wild Blue Rose, dans Borealis (Heard Island)